# Трббеними
Трббеними — правитель ликийского города Лимиры в V—IV веках до н. э.

## Биография
Правитель Лимиры Трббеними принадлежал к династии Земуридов. Известны монеты с его именем, а также оно приводится на Ксанфском обелиске. По мнению Л. Фрид, Трббеними и Перикл могли быть братьями. К близкому предположению пришёл и Т. Брис. Однако Кондратов А. М. и Шеворошкин В. В. не исключают некоторой возможности, что «Трббеними — не имя, а эпитет ликийского стратега».
Согласно Фукидиду, в начале Пелопоннесской войны зимой 430—429 годов до н. э. Афины отправили эскадру из шести кораблей под предводительством стратега Мелесандра в Ликию в целях пополнения казны, а также для борьбы с лакедемонскими пиратами, блокировавшими морские пути. По мнению Баранова Д. А., Мелесандр стремился, в первую очередь, подчинить город Ксанф, управляемый Керигой из рода Гарпагидов. В связи с недостаточностью собственных сил афинский командующий прибег к поддержке части местного населения. В качестве его союзника выступил Вакссепддими — правитель Тлоса, являвшегося давним конкурентом Ксанфа.
В свою очередь, на помощь ксанфийцам выступил Трббеними. Около местечка Кианеи произошло сражение, в ходе которого союзная афино-тлоская армия потерпела поражение, а Мелесандр был убит. Впоследствии Тлос был захвачен ксанфийцами. В восточной же Ликии продолжилось сближение во внешнеполитических отношениях между Земуридами и Гарпагидами.